# 德累斯顿国家艺术收藏馆
德累斯顿国家艺术收藏馆 (德語：Staatliche Kunstsammlungen Dresden) 是位於德國薩克森州城市德累斯顿的一座美術館。按照不同的展示主題，德勒斯登美術館下分為12個分館。德勒斯登美術館的展品主要來自薩克森選帝侯的藏品，收藏有眾多非常珍貴的藝術作品。自2009年1月1日以來，德累斯顿国家艺术收藏馆一直都是國立美術館。

## 外部連結
维基共享资源上的相關多媒體資源：Staatliche Kunstsammlungen Dresden
- Official website （页面存档备份，存于） of the Staatliche Kunstsammlungen Dresden
- Virtual Tour of the Historic Green Vault, Turkish Chamber, Porcelain Collection, Old Masters Painting Gallery (English version upper right)

51°03′10″N 13°44′13″E / 51.05278°N 13.73694°E